# LCC
LCC (acrónimo de Las CasiCasiotone) es un dúo asturiano de música electrónica experimental formado por Ana Quiroga (Mieres, 1985) y Uge Pañeda (Gijón, 1980). Se conocieron en 2007.

## Trayectoria profesional
Desde 2010 han estado involucradas en diferentes proyectos artísticos, centrándose sobre todo en el diseño sonoro y la producción musical. Han realizado diferentes acciones e instalaciones en colaboración con SAT de Montreal, Lieu Multiple de Poitiers, CCCB, LABoral Centro de Arte, Centro Niemeyer y Hangar. También han llevado su música por diversos festivales como el Festival L.E.V., Festival She Makes Noise, Loop Barcelona, LPM Roma y NoNoLogic.
Su nombre tiene que ver con el hecho de no lograr incluir el sonido de su colección de Casios en ninguna canción.
Su trabajo juega con un sonido ambiguo, evocando entornos naturales y urbanos, procesando sonidos recogidos con una grabadora (sonido ambiental, de la ciudad, del campo, sonidos concretos de objetos) hasta convertirlos en sintéticos y a su vez,  transformando sonidos sintéticos en orgánicos.
La base de su música es el ordenador, con  instrumentos virtuales; un teclado midi, pedales de efectos, guitarra y un sintetizador montado en una caja de puros que hizo un amigo del padre de Ana. En alguna ocasión se suma a su montaje en directo una videoconsola.
Han desarrollado los Ciclos Electrokinder (desde 2011) son una iniciativa con fines educativos y sensibilizadores producidos por LABoral Centro de Arte y Creación Industrial de Gijón, que pretende ofrecer alternativas de ocio y concienciar acerca de los nuevos hábitos alimenticios de una forma descontextualizada, lúdica y creativa, a través de las artes visuales.
El 3 de abril de 2018, tras 8 años de trayectoria profesional, anunciaron la disolución del grupo con un último concierto en Madrid, el 20 de abril, dentro del ciclo 100% Psych

## Obras
LP
- 2014: 'd/evolution' (Editions Mego)[6]

Bandas Sonoras
- 2014: Ciutat Morta (Xavier Artigas, Xapo Ortega)[7][8]
- 2014: Remine: el último movimiento obrero (Marcos M. Merino)[9]
- 2014: Se dice Poeta (Sofía Castañón)[10]
- 2016:Tarajal: Desmontando la impunidad en la frontera sur (Xavier Artigas, Xapo Ortega i Marc Serra)[11]

## Premios
- 2013: Ganadoras del XXV Concurso Pop-Rock Lehiaketa Villa de Bilbao [12] (categoría Nuevas Tendencias)
- 2014: Premio Amas[13] a la mejor producción electrónica.